# 陸別小利別インターチェンジ
陸別小利別インターチェンジ（りくべつしょうとしべつインターチェンジ）は、北海道足寄郡陸別町にある北海道横断自動車道網走線（十勝オホーツク自動車道）のインターチェンジである。

## 歴史
インターチェンジの名称が決定するまでは、「足寄郡陸別町小利別」と表記されていた。
なお、当ICは暫定ICであり、陸別IC（仮称） - 陸別小利別IC間が開通した時点で閉鎖とする方針となっているが、置戸町内を中心に存続を求める声が強まっており、置戸町は地域活性化ICとしての存続を模索している。
- 2017年（平成29年）10月9日：陸別小利別IC - 訓子府IC間開通に伴い供用開始[3]。
- 未定：陸別IC（仮称） - 陸別小利別IC間開通予定。

## 周辺
- 池北峠
- 釧北牧場
- 小利別神社

## 接続する道路
- 直接接続
  - 国道242号

## 隣
E61 十勝オホーツク自動車道
陸別IC（仮称）（事業中） - 陸別小利別IC - 訓子府IC